# Brachygalea mononacula
Brachygalea mononacula är en fjärilsart som beskrevs av Köhler 1952. Brachygalea mononacula ingår i släktet Brachygalea och familjen nattflyn. Inga underarter finns listade i Catalogue of Life.